# Wanamingo, Minnesota
Wanamingo là một thành phố thuộc quận Goodhue, tiểu bang Minnesota, Hoa Kỳ. Năm 2010, dân số của thành phố này là 1086 người.

## Dân số
- Dân số năm 2000: 1007 người.
- Dân số năm 2010: 1086 người.